# Plaza Zapotlán
Plaza Zapotlán es un centro comercial del tipo community center ubicado al sur de la localidad de Ciudad Guzmán en el municipio de Zapotlán el Grande, Jalisco, México, perteneciente a la Región Sur de Jalisco, actualmente propiedad de la desarrolladora inmobiliaria mexicana Gigante Grupo Inmobiliario. La obra fue construida a mediados del año 1992 e inició sus operaciones el 15 de octubre de 1992 con la apertura del supermercado  Gigante (actualmente Soriana Mercado desde 2008).

## Historia
Plaza Zapotlán surgió a mediados del año 1992 cuando la empresa Grupo Gigante inició la construcción del complejo comercial ubicado al sur de Ciudad Guzmán. La obra inició sus operaciones el 15 de octubre de 1992 con la apertura de la tienda Gigante. 
En 1999, el centro comercial Plaza Zapotlán inicia su expansión comercial con la integración y posterior apertura de la tienda departamental La Marina, la cual inició operaciones a mediados de ese mismo año.
En el año 2008, Plaza Zapotlán pasa por una reestructuración comercial con la transición de la tienda de autoservicio Gigante a Tiendas Soriana la cual fue convertida al formato de Soriana Mercado, esto debido a que el 6 de diciembre de 2007, Grupo Gigante decidió desinvertir voluntariamente de los  Supermercados Gigante, vendiendo sus 199 tiendas de autoservicio Gigante establecidas dentro del territorio mexicano (entre ellas la sucursal establecida en Plaza Zapotlán) a la cadena de autoservicios Soriana, por un monto de 1350 millones de dólares más el valor de inventarios de las tiendas ya adquiridas, la cual tras consumar la adquisición, a partir del año 2008 Plaza Zapotlán pasa a formar parte de los 109 inmuebles comerciales de Gigante Grupo Inmobiliario fundada en ese mismo año por Grupo Gigante, originado luego de la compraventa de supermercados, que se encarga tanto del arrendamiento de las Tiendas Gigante adquiridas por Soriana, las cuales Grupo Gigante renta sus espacios, así como de la administración y mantenimiento de propiedad de 109 inmuebles comerciales dentro del territorio mexicano.
El 27 de mayo de 2014, se llevó a cabo el programa social Gira Económica dentro de las instalaciones del centro comercial Plaza Zapotlán, cuya gira económica realizada por la Dirección de Desarrollo Económico de Zapotlán el Grande en coordinación con la Cámara Nacional de Comercio de Ciudad Guzmán fue encabezado por el entonces presidente municipal de Zapotlán el Grande, José Luis Orozco, quien visitó las instalaciones del centro comercial a través de reuniones de empresarios y directivos de Plaza Zapotlán, esto con el objetivo de impulsar la economía y acercar las posibilidades de apoyo  de diferentes programas de gobierno así como brindar apoyo y orientación económica al sector productivo de la localidad de Ciudad Guzmán sobre financiamiento, bolsa de empleo, programas de gobierno, programas agropecuarios y módulo de turismo.
Durante el año 2022, Plaza Zapotlán se reestructura comercialmente con la integración de Nacional Monte de Piedad, la cual inició sus operaciones el 19 de mayo de 2022, así como el inicio de operaciones de la cafetería local AirePaz Chocolatería el 16 de diciembre del mismo año. 
El 15 de octubre de 2022, se celebró el 30 aniversario del centro comercial, el cual el Gobierno Municipal de Zapotlán el Grande develó una placa conmemorativa por los 30 años de servicio en la localidad de Ciudad Guzmán, el cual fue encabezado por el entonces presidente municipal de Zapotlán el Grande, Alejandro Barragán Sánchez.
El 2 de enero de 2023, inicia operaciones la oficina de Enlace de la Secretaría de Relaciones Exteriores en Plaza Zapotlán en el Local E-15, institución encargada en la expedición y tramitación de pasaportes al municipio de Ciudad Guzmán. Posteriormente, el 17 de enero de 2023, inició operaciones la Unidad Administrativa Municipal al interior de Plaza Zapotlán, cuya inauguración fue encabezada por el entonces presidente municipal de Zapotlán el Grande, Alejandro Barragán Sánchez, esto con la finalidad y el objetivo de acercar trámites y servicios de gobierno a la ciudadanía en el sur de Ciudad Guzmán mediante pagos de servicios como el pago del impuesto predial, agua potable, multas viales y municipales, así como la realización de trámites de pasaportes, entre otros servicios públicos.

## Descripción
Plaza Zapotlán se ubica al sur del municipio de Zapotlán el Grande en la Avenida Ingeniero Alberto Cárdenas Jiménez, que consta de un centro comercial del tipo community center bajo un área de aproximadamente 26,000 m² de construcción total, de los cuales más de 14 mil m² son de área rentable. 
Estructural y comercialmente, Plaza Zapotlán consta de 103 espacios comerciales, dos de las cuales son de tiendas ancla conformadas por un supermercado, una tienda departamental, así como una cadena de farmacias como sub-ancla. Los espacios comerciales restantes la conforman establecimientos que manejan diversos giros en las divisiones de ropa, calzado, accesorios, hogar, telefonía móvil, colchonería, restaurantes, heladerías, cafeterías, puestos de comidas y agencias de automóviles, entre otros, ya sean de índole local, nacional o internacional, así como servicios variados públicos y privados, entre ellas la Unidad Administrativa Municipal, la cual fue inaugurada el 17 de enero de 2023, encabezado por el entonces presidente municipal de Zapotlán el Grande Alejandro Barragán Sánchez, así como la Oficina de Relaciones Exteriores inaugurada el 2 de enero de 2023, además de otros servicios como casa de empeño, sucursales bancarias y cajeros automáticos, divididas en 8 secciones, las cuales están alfabéticamente ordenadas desde la letra A hasta la H.
Administrativamente, en la actualidad, Plaza Zapotlán se encuentra bajo propiedad legal de la empresa inmobiliaria Gigante Grupo Inmobiliario, subsidiaria de Grupo Gigante, el cual fue surgida por dicho grupo en el año 2008 tras culminar el proceso de compraventa de las 199 Tiendas Gigante a Soriana en el país durante principios y mediados del año 2008.

## Acontecimientos
El 27 de mayo de 2014, se llevó a cabo el programa social Gira Económica dentro de las instalaciones del centro comercial Plaza Zapotlán, encabezada por el entonces presidente municipal de Zapotlán el Grande, José Luis Orozco, quien visitó las instalaciones del centro comercial a través de reuniones de empresarios y directivos de Plaza Zapotlán, esto con el objetivo de impulsar la economía y acercar las posibilidades de apoyo de diferentes programas de gobierno así como brindar apoyo y orientación económica al sector productivo de la localidad de Ciudad Guzmán.
El 15 de octubre de 2022, por motivo del 30 aniversario del centro comercial Plaza Zapotlán, el Gobierno Municipal de Zapotlán el Grande, encabezado por el entonces presidente municipal de Zapotlán el Grande, Alejandro Barragán Sánchez, develó una placa conmemorativa por los 30 años de servicio en el municipio de Ciudad Guzmán.
Durante el mes de enero de 2023, el Gobierno Municipal de Zapotlán el Grande realizó dos inversiones para la instalación de servicios públicos en el centro comercial Plaza Zapotlán, ya que el 2 de enero inició sus operaciones la oficina de Enlace de la Secretaría de Relaciones Exteriores en el local E-15, así como el inicio de operaciones la Unidad Administrativa Municipal en el centro comercial el 17 de enero del mismo año, encabezado por el entonces presidente municipal de Zapotlán El Grande, Alejandro Barragán Sanchez.